# Олешешти (Вранча)
Олешешти (рум. Oleșești) насеље је у Румунији у округу Вранча у општини Цифешти. Oпштина се налази на надморској висини од 148 m.

## Становништво
Према подацима из 2002. године у насељу је живело 949 становника, од којих су сви румунске националности.